# Manuel Tolsá
Manuel Tolsá (Enguera, Valência, Espanha, 4 de maio de 1757 — Cidade do México, México, 24 de dezembro de 1816) foi um arquitecto, escultor e engenheiro em Espanha e no México. É um dos arquitetos que projetou a Catedral Metropolitana da Cidade do México e o Hospício Cabañas.